# Südliche Australienmaus

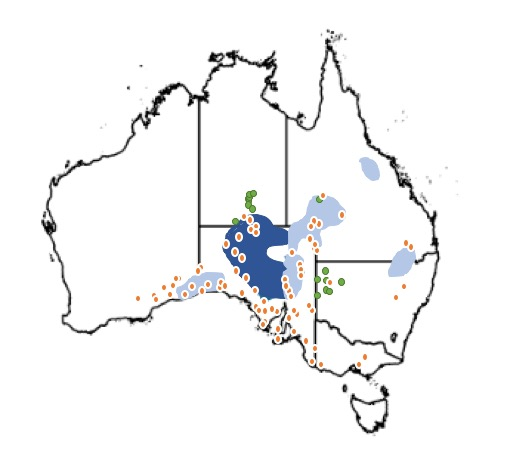
Vorkommen:
dunkelblau: (1980–2018)
hellblau: (zusätzlich vor 1980)
orange Punkte: fossiles Knochenmaterial
grüne Punkte: isolierte Populationen (1993–2018)

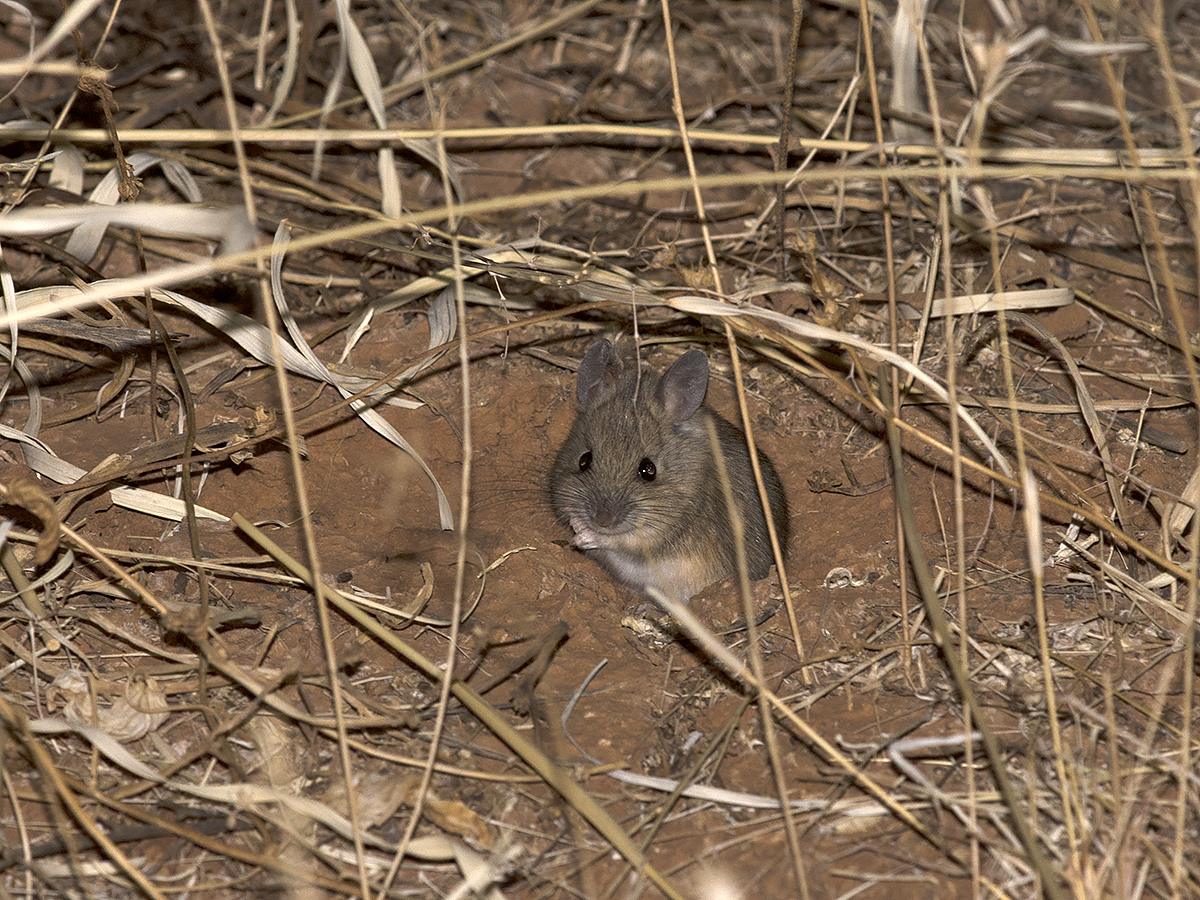
Südliche Australienmaus an Erdhöhle

Die Südliche Australienmaus (Pseudomys australis) ist ein endemisch in Australien vorkommendes Nagetier aus der Gattung der Australischen Mäuse. Die Aborigines nennen die Tiere  Palyoora.

## Merkmale
Die Südliche Australienmaus erreicht eine Kopf-Rumpf-Länge von bis zu 14 und eine Schwanzlänge von bis zu 12 Zentimetern. Das Gewicht beträgt maximal 85 Gramm. Das Fell der Oberseite ist im Wesentlichen braungrau gefärbt. Die Unterseite ist hellgrau bis weißlich. Der Schwanz ist auf der Oberseite braungrau, darunter weißlich. Bei einigen Individuen sind der gesamte Schwanz sowie die Füße weiß.

## Verbreitung und Lebensraum
Die Südliche Australienmaus kommt in einigen Regionen in South Australia und im Süden des Northern Territory vor. Ob die bis zum Jahr 2018 festgestellten isolierten Populationen in New South Wales und Queensland noch existieren, bedarf einer Bestätigung. In der Nullarbor-Ebene in Western Australia wurde die Art letztmalig 1969 in der Nähe von Mundrabilla nachgewiesen. Wie fossile Knochenfunde belegen, kam die Art ehemals in vielen Gebieten im Süden Australiens bis zur Mitte des Landes vor.
Die Mäuse bewohnen trockene Strauchflächen, Steinpflastergebiete (gibber) und Weideflächen. Tonhaltige Böden mit eingeschränkten Entwässerungsmöglichkeiten werden bevorzugt, da dort selbst nach relativ geringen Niederschlagsmengen noch ausreichend Wasser und Nährstoffe zur Verfügung stehen.

## Lebensweise
Die Individuen der Südlichen Australienmaus leben in unterirdischen Bauen. Es sind sehr soziale Tiere, die meist kleine Kolonien bilden. Die Ernährung umfasst in erster Linie Samen, grünes Pflanzenmaterial sowie einige Insekten. Nach ergiebigen Regenfällen kann sich ihre Anzahl stark erhöhen, da die Niederschläge eine Zunahme der verfügbaren Nahrungsressourcen mit sich bringt, was zu einer gesteigerten Fortpflanzung führt. Wenn die Umweltbedingungen sich verschlechtern, nimmt ihre Individuenzahl schnell wieder ab. Die Tragzeit beträgt 30 bis 31 Tage, es werden durchschnittlich 3,6 Jungtiere pro Wurf geboren.
Zu den Hauptfressfeinden der Südlichen Australienmaus zählen Schwarzachselaar, Schleiereule, Rotfuchs, Hauskatze und Dingo sowie Mulgaschlange und Inlandtaipan.

## Gefährdung
Die Südliche Australienmaus ist in ihren Vorkommensgebieten im Rückgang begriffen und wird von der Weltnaturschutzorganisation IUCN als „vulnerable = gefährdet“ geführt.
Der Hauptgrund für den Rückgang der Südlichen Australienmaus ist auf die Überweidung ihres Lebensraums durch Schafe, Rinder und andere Huftiere zurückzuführen. Die dicht unter der Erdoberfläche angelegten Baue werden durch Trittschäden weitgehend zerstört. Da die flachen Baue außerdem leicht von den invasiven Katzen und Füchsen ausgegraben werden können, wurden Populationen beobachtet, die sich in Regionen mit schwachem Pflanzenbewuchs oder in felsige Gebiete zurückziehen. Die ebenfalls eingeführten Kaninchen stellen eine geringere Gefährdung dar, da sie nicht in der Lage sind, dauerhafte Höhlen in den harten oder bröckeligen, tonhaltigen Boden zu graben. Kaninchen ziehen als Nahrungsquelle jedoch Raubtiere (Dingos und Füchse) an, die auch den Mäusen gefährlich werden.
Der Klimawandel stellt wahrscheinlich eine zukünftige Bedrohung für die Art dar. Erhöhte Temperaturen können dazu führen, dass die oberflächennahen Höhlen überhitzen und damit für das Brutgeschäft ungeeignet werden. Die Zunahme von Starkregen erweitert zwar einerseits aufgrund von stärkerem Pflanzenwachstum das Nahrungsangebot, andererseits werden Nahrungskonkurrenten angezogen.